# Брансвік (парафія, Нью-Брансвік)
Брансвік (англ. Brunswick) — парафія в Канаді, у провінції Нью-Брансвік, у складі графства Квінс.

## Населення
За даними перепису 2016 року, парафія нараховувала 203 особи, показавши зростання на 5,7%, порівняно з 2011-м роком. Середня густина населення становила 0,3 осіб/км².
З офіційних мов обидвома одночасно володіли 25 жителів, тільки англійською — 175.
Працездатне населення становило 50% усього населення, рівень безробіття — 18,8% (22,2% серед чоловіків та 33,3% серед жінок). 81,3% осіб були найманими працівниками, а 12,5% — самозайнятими.
40,6% мешканців мали закінчену шкільну освіту, не мали закінченої шкільної освіти — 37,5%, 18,8% мали післяшкільну освіту.
| Статево-вікова структура населення | Статево-вікова структура населення | Статево-вікова структура населення | Статево-вікова структура населення | Статево-вікова структура населення |
| ---------------------------------- | ---------------------------------- | ---------------------------------- | ---------------------------------- | ---------------------------------- |
|                                    |                                    |                                    |                                    |                                    |
| Всього                             | Всього                             | 51,2%48,8%                         |                                    |                                    |
| 0 — 14 років                       | 0 — 14 років                       |                                    | 11,9%                              | 11,9%                              |
| 15 — 64 років                      | 15 — 64 років                      |                                    | 59,5%                              | 59,5%                              |
| 65 і більше                        | 65 і більше                        |                                    | 28,6%                              | 28,6%                              |
| Середній вік (років)               | Середній вік (років)               | 51,547,8                           | 49,7                               | 49,7                               |
| Медіана (років)                    | Медіана (років)                    | 56,353,0                           | 55,6                               | 55,6                               |
| — чоловіки — жінки                 |                                    |                                    |                                    |                                    |

| Походження мешканців:     | Походження мешканців:     | Походження мешканців: | Походження мешканців: | Походження мешканців: |
| ------------------------- | ------------------------- | --------------------- | --------------------- | --------------------- |
| Походження                |                           |                       | осіб                  | %                     |
| Корінні американці        | Корінні американці        |                       | 0                     | 0%                    |
| Інше північноамериканське | Інше північноамериканське |                       | 80                    | 43.24%                |
| Європейське               | Європейське               |                       | 120                   | 64.86%                |
| британське                | британське                |                       | 120                   | 64.86%                |

| Зайнятість населення за галузями (за класифікацією NOC): | Зайнятість населення за галузями (за класифікацією NOC): | Зайнятість населення за галузями (за класифікацією NOC): | Зайнятість населення за галузями (за класифікацією NOC): | Зайнятість населення за галузями (за класифікацією NOC): |
| -------------------------------------------------------- | -------------------------------------------------------- | -------------------------------------------------------- | -------------------------------------------------------- | -------------------------------------------------------- |
|                                                          |                                                          |                                                          |                                                          |                                                          |
| Бізнес, фінанси та адміністрування                       | Бізнес, фінанси та адміністрування                       |                                                          | 13,3%                                                    | 13,3%                                                    |
| Природничі та прикладні науки                            | Природничі та прикладні науки                            |                                                          | 13,3%                                                    | 13,3%                                                    |
| Охорона здоров'я                                         | Охорона здоров'я                                         |                                                          | 13,3%                                                    | 13,3%                                                    |
| Гуртова торгівля, транспорт та обладнання                | Гуртова торгівля, транспорт та обладнання                |                                                          | 33,3%                                                    | 33,3%                                                    |
| Природні ресурси, сільське господарство                  | Природні ресурси, сільське господарство                  |                                                          | 13,3%                                                    | 13,3%                                                    |
| Виробництво                                              | Виробництво                                              |                                                          | 13,3%                                                    | 13,3%                                                    |

## Клімат
Середня річна температура становить 5,1°C, середня максимальна – 23,2°C, а середня мінімальна – -16,5°C. Середня річна кількість опадів – 1 098 мм.
| Клімат поселення                              | Клімат поселення | Клімат поселення | Клімат поселення | Клімат поселення | Клімат поселення | Клімат поселення | Клімат поселення | Клімат поселення | Клімат поселення | Клімат поселення | Клімат поселення | Клімат поселення | Клімат поселення |
| Показник                                      | Січ.             | Лют.             | Бер.             | Квіт.            | Трав.            | Черв.            | Лип.             | Серп.            | Вер.             | Жовт.            | Лист.            | Груд.            |                  |
| Середній максимум, °C                         | −3,06            | −1,58            | 4,07             | 10,18            | 16,79            | 22,08            | 23,16            | 22,23            | 17,74            | 11,91            | 5,85             | −1,66            |                  |
| Середня температура, °C                       | −9,76            | −8,27            | −2,62            | 3,50             | 10,09            | 15,38            | 18,68            | 17,78            | 13,28            | 7,46             | 1,38             | −6,12            |                  |
| Середній мінімум, °C                          | −16,46           | −14,96           | −9,32            | −3,2             | 3,39             | 8,70             | 14,25            | 13,31            | 8,82             | 3,00             | −3,08            | −10,57           |                  |
| Норма опадів, мм                              | 97               | 80               | 87               | 81               | 99               | 89               | 97               | 89               | 87               | 98               | 98               | 96               |                  |
| Середньомісячна швидкість вітру, м/с          | 3.40             | 3.39             | 3.58             | 3.50             | 3.20             | 2.80             | 2.50             | 2.40             | 2.60             | 2.90             | 3.16             | 3.36             |                  |
| Середньомісячна сонячна радіація, кДж/м²·день | 5261             | 8638             | 12341            | 15289            | 18163            | 20207            | 19927            | 17593            | 13190            | 8368             | 4965             | 4044             |                  |
| --------------------------------------------- | ---------------- | ---------------- | ---------------- | ---------------- | ---------------- | ---------------- | ---------------- | ---------------- | ---------------- | ---------------- | ---------------- | ---------------- | ---------------- |
| Джерело:                                      |                  |                  |                  |                  |                  |                  |                  |                  |                  |                  |                  |                  |                  |